# Klub koroških študentov
Klub koroških študentov (KKŠ) je združenje koroških dijakov in študentov, ustanovljeno leta 1952.
Povezoval se je z rojaki z avstrijske Koroške. Organiziral je glasbeni dogodek Koroška gavda. Leta 2017 je imel okoli 500 članov.

## Predsedniki kluba
- 2024- Maruša Dolinšek
- 2021–2023: Nejc Švajger
- 2019–2020: Liza Kožar
- 2017–2018: Doris Brajnik
- 2016: Rok Petelin
- 2015: Marcel Šumnik
- 2014: Ana Pisar
- 2013: Andraž Lečnik
- 2012: Niko Črešnik
- 2011: Matic Pajnik
- 2010: Polona Moličnik
- 2007–2009: Barbara Šteharnik
- 2005–2006: Jure Strah
- 2003–2004: Klemen Pungartnik
- 2002: Matej Mohorko
- Pred 2002: Janko Pešl, Blaž Štumpfl, Peter Oder, Tomaž Rožen